# Benedikt Lika

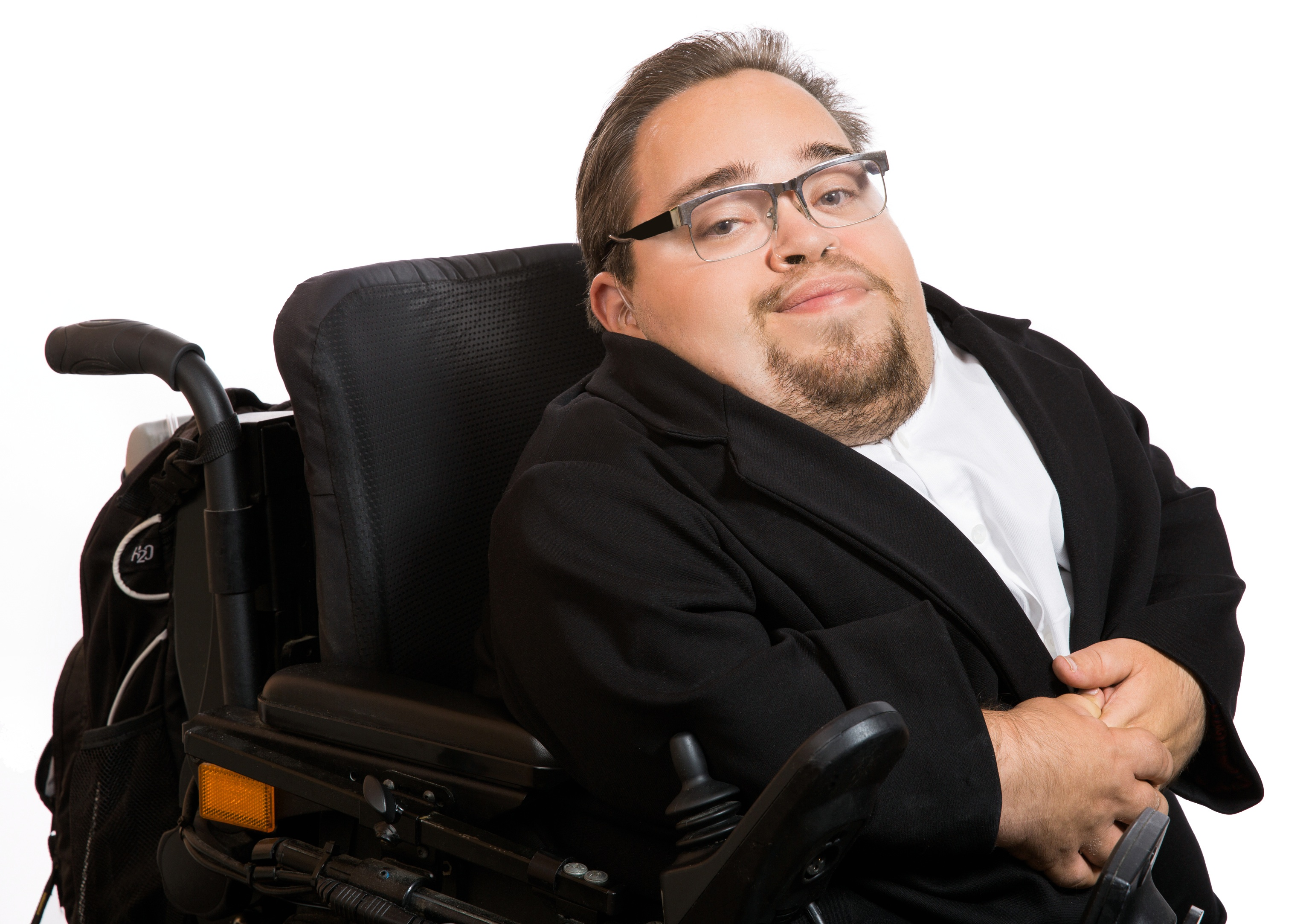
Wahlkampfbild Kommunalwahlkampf 2014

Benedikt Lika (* 1982 in München) ist ein deutscher Dirigent, Kommunalpolitiker (CSU) und Inklusionsaktivist.

## Leben
Lika wurde mit dem seltenen Gendefekt Mukopolysaccharidose geboren. Er ist minderwüchsig und sitzt im Rollstuhl. Er war künstlerischer Leiter und Dirigent des Augsburger sozial-kulturellen Konzertfestivals „Roll and Walk“. Ziel dieses Festivals ist es, Menschen mit Behinderung kulturelle Teilhabe zu ermöglichen und die Gesellschaft für die Belange und Lebenswirklichkeit von Menschen mit Behinderung zu sensibilisieren. Voraussetzung dafür sind barrierefrei zugängliche Aufführungsorte, der kostenlose Eintritt für Menschen mit Behinderung, keine Reglementierung in der Anzahl der Rollstuhlplätze. Die Konzerte finden aber auch in sozialen Einrichtungen statt, um diese für die Gesellschaft zu öffnen und so einen direkten und indirekten Austausch zu ermöglichen. Auch Künstler mit Behinderung erhalten ein Podium innerhalb des Festivals.
Benedikt Lika entstammt einer musikalischen Familie, sein Vater ist der Konzert- und Opernsänger Peter Lika, sein Bruder Maximilian hat ebenfalls als Konzert- und Liedsänger international auf sich aufmerksam gemacht. Benedikt Lika besuchte das musische Gymnasium bei St. Stephan in Augsburg und war Mitglied der Augsburger Domsingknaben sowie Solopauker im Sinfonieorchester seines Gymnasiums. Nach dem Abitur studierte er Musikwissenschaft, Musikpädagogik und Kunstgeschichte. Er besuchte Meisterkurse im Dirigieren und ist seit 2007 Dirigent.
Seit 2010 engagiert er sich auch politisch für die Themen „Inklusion“ und die Umsetzung der UN-Behindertenrechtskonvention sowohl auf kommunaler als auch auf landes- und bundespolitischer Ebene. Bei der Veranstaltung „Menschen mit Behinderung im Deutschen Bundestag“ im Oktober 2012 wurde er zum Sprecher des Ausschusses „Beruf und Soziales“ gewählt und steht seitdem im regelmäßigen Austausch mit der Unionsfraktion im Bundestag und wird regelmäßig zu Veranstaltungen rund um das Thema Inklusion dorthin eingeladen. Für die CSU Augsburg gewann Benedikt Lika im Kommunalwahlkampf 2014 34608 Stimmen und schaffte einen Sprung von Platz 35 auf Platz 8. Somit war er für die Legislaturperiode 2014–2020 Stadtrat von Augsburg.
Derselbe Sprung, dieses Mal von Platz 27, auf Platz 8 gelang ihm bei der Kommunalwahl im Jahr 2020. Er ist somit Mitglied des Augsburger Stadtrats für die Legislaturperiode 2020–2026. Die Fraktion ernannte ihn zum sozialpolitischen Sprecher.
Am 5. Juli 2023 wurde ihm der Bayerische Verdienstorden im Antiquarium der Residenz München von Ministerpräsident Markus Söder für sein langjähriges Engagement für die Inklusion und die Barrierefreiheit in Bayern verliehen.